# Catedral de la Inmaculada Concepción (Cubao)
La Catedral de la Inmaculada Concepción de Cubao es una iglesia católica ubicada en la ciudad de Quezon, en la Gran Manila, Filipinas. Es la catedral del obispo católico de la diócesis de Cubao. Fue construida en 1950 por la Sociedad de la palabra Divina, y perteneció a ellos hasta 1990, cuando la archidiócesis de Manila se hizo cargo de su administración. En 2003, se convirtió en la catedral cuando la diócesis de Cubao fue erigida. El actual rector de la catedral es el Reverendo Ariston L. Sison.